# Путешествие Флэша Гордона на Марс
«Путешествие Флэша Гордона на Марс» (англ. Flash Gordon's Trip to Mars) — американский киносериал 1938 года производства Universal Pictures, снятый в жанре научной фантастики (космической оперы), по мотивам комиксов Алекса Реймонда.

## Сюжет
Таинственный луч света из космоса начинает разложение земной атмосферы. Флэш Гордон, доктор Зарков, Дейл Арден и случайно примкнувший к ним репортёр-остряк Хэппи Хэпгуд на космическом корабле отправляются на планету Монго, предполагая, что угроза исходит оттуда. Вскоре выясняется, что Землю атакуют не с Монго, а с Марса, и друзья поворачивают туда.
Прибыв на место, команда обнаруживает, что их старый враг, Минг Безжалостный, не погиб, как они считали, а перебрался с Монго на Марс, где заключил союз с местной королевой Азурой. С её планеты и под её защитой он и разрушает атмосферу Земли «нитронным лучом». Азура обладает способностью превращать людей в «живую глину». Неугодных она делает «глиняными» и ссылает в пещеры. Этот народ имеет своего короля и знает способ лишить Азуру её сил, но не может покинуть пещеры. Команда Флэша может и готова помочь Глиняному народу, но те поначалу не доверяют пришельцам и даже берут Дейл Арден в заложники, однако вскоре становятся союзниками в борьбе против Азуры и Минга. Четвёрка супергероев начинает борьбу с Азурой, её армией, Мингом, коварным Лесным народом и другими опасностями Красной планеты. В итоге они, используя классический приём «разделяй и властвуй», убеждают Азуру, что Минг ей не союзник, а строит собственные коварные планы за её спиной, желая единолично обладать Марсом.
Азура погибает, Глиняный народ освобождается от своего проклятия. Вскоре удаётся также уничтожить и Минга с его лучом смерти.

## Серии
Киносериал состоит из 15 серий по 20 минут каждая.
1. Новые миры для завоевания
2. Живой мертвец
3. Королева волшебства
4. Древние враги
5. Бумеранг
6. Люди-деревья Марса
7. Узник Монго
8. Чёрный сапфир Калу
9. Символ смерти
10. Благовоние забвения
11. На живца
12. Минг Безжалостный
13. Чудо волшебства
14. Зверь в страхе
15. Глаз за глаз

## В ролях
| - Бастер Крэбб — Флэш Гордон - Джин Роджерс — Дейл Арден - Чарльз Миддлтон — Минг Безжалостный - Фрэнк Шэннон — Ганс Зарков - Беатрис Робертс — королева Азура - Дональд Керр — Хэппи Хэпгуд, репортёр-остряк - Ричард Александр — принц Барин (в 6—15 сериях) - Чарльз Шоу — Глиняный Король - Уилер Окман — Тарнак - Кинн Дункан — капитан аэродрома - Уорнер Ричмонд — Зандар - Джек Малхолл — капитан бомбардировщика (в 4—5 и 13 сериях) - Лейн Чандлер — командир звена (во 2—3 сериях) - Энтони Уорд — король Лесного народа Туран (в 7, 11 и 13 сериях) - Присцилла Лоусон — принцесса Аура во флэшбеках (архивная съёмка, в 6, 10 и 14 сериях) - Кейн Ричмонд — капитан-пилот | В титрах не указаны - Хупер Этчли — доктор Данорд (в 1 и 9 сериях) - Рой Баркрофт — марсианский солдат (во 2 серии) - Джордж Денорманд — марсианский солдат (в 3 и 9—10 сериях) - Фред Колер — марсианский солдат - Эдди Паркер — марсианский солдат - Том Стил — марсианский солдат - Эл Фергюсон — солдат - Рид Хоуз — пилот (в 5—6 сериях) - Теодор Лорч — первосвященник во флэшбеках (архивная съёмка, в 6 и 10 сериях) - Джеймс Пирс — принц Тан во флэшбеках (архивная съёмка, в 14 серии) - Стэнли Прайс — сотрудник лаборатории, превратившийся в глину (в 1 серии) - Эдвин Стэнли — генерал Рэнкин (в 1 и 9 сериях) - Гленн Стрэндж — солдат Минга во флэшбеках (архивная съёмка, в 6 серии) |

## Производство, критика
«Путешествие Флэша Гордона на Марс» обошлось создателям дешевле первого сериала, однако его ждал ничуть не меньший успех и кассовые сборы. Премьера состоялась 21 марта 1938 года. Позднее в том же году он вышел на экраны Португалии, Нидерландов, Бельгии и Швеции.
Time: «…первоклассная экранизация знаменитого комикса King Features».